# Branko Jungić
Branko Jungić (serb. Бранко Јунгић, zm. 8 lipca 1942) – Serb. Zdjęcie przedstawiające śmierć Jungicia stało się symbolem ludobójstwa Serbów przez reżim ustaszów w Niepodległym Państwie Chorwackim.

## Życiorys
Branko Jungić pochodził z miejscowości Grbavci niedaleko Gradiški. Z pochodzenia był Serbem, lecz mieszkał w Bośni. Po odbyciu służby wojskowej w armii jugosłowiańskiej powrócił do Grbavci i został doradcą handlowym. 
Po utworzeniu Niepodległego Państwa Chorwackiego w kwietniu 1941 roku, Branko Jungić został schwytany przez Chorwatów i trafił do obozu koncentracyjnego w Jasenovacu, gdzie zmuszano go do długiego klęczenia na gołej ziemi. 8 lipca 1942 roku w podobozie Stara Gradiška ustasze oderżnęli jego głowę piłą do cięcia drewna za to, że odmówił dokonania konwersji z prawosławia na katolicyzm. Fotograf uchwycił przerażonego Jungicia, który podczas agonii oparł swoją lewą rękę na ziemi w celu zachowania równowagi.
Zdjęcie przedstawiające egzekucję odnaleziono w 1945 roku. Piła, za pomocą której zamordowano Jungicia, do 1992 roku znajdowała się w bośniackim mieście Banja Luka.